# 諏訪町 (横浜市)
諏訪町（すわちょう）は、神奈川県横浜市中区の町名。住居表示未実施で、字丁目は設けられていない。

## 地理
横浜市中区の中部、山手の台地に入り込んだ谷戸に位置し、西から北、東の三方向を山手町、南は千代崎町に接する。南部に横浜市立北方小学校、北西部には町名の由来となった諏訪神社がある。町を南北に、かつてのブルワリーに因んで名づけられた「ビアザケ通り」が通る。面積は0.027Km2。
町内に鉄道は通っていないが、ビアザケ通りを経由して山手駅と港の見える丘公園、桜木町駅を結ぶ横浜市営バス20系統が運行されており、「北方小学校前」のバス停がある。

## 歴史
かつての久良岐郡北方村小名天沼の一部で、1873年（明治6年）に県による街並み整備により起立した。1889年（明治22年）に横浜市に編入。1927年に、区制施行により中区の町名となる。町名は、町内にある諏訪神社に因む。良質な湧水に恵まれ、現在の北方小学校の校庭付近には池が広がっていた。1870年（明治3年）にノルウェー系アメリカ人技師ウィリアム・コープランドは、ビール造りに適したこの水を利用し、「スプリングバレー・ブルワリー（キリンビールの前身）」を開設した。このビール工場は1923年に関東大震災で倒壊し、鶴見区生麦に移転したが、跡地は横浜市立北方小学校と、キリン園公園（千代崎町）となり、北方小学校にはビール作りに使われた井戸が保存されている。町内を南北に通る「ビアザケ通り」の名称にも、名残が見られる。

## 世帯数と人口
2025年（令和7年）6月30日現在（横浜市発表）の世帯数と人口は以下の通りである。
| 町丁   | 世帯数 | 人口  |
| ------ | ------ | ----- |
| 諏訪町 | 91世帯 | 175人 |

### 人口の変遷
国勢調査による人口の推移。
| 年                 | 人口 |
| ------------------ | ---- |
| 1995年（平成7年）  | 253  |
| 2000年（平成12年） | 211  |
| 2005年（平成17年） | 207  |
| 2010年（平成22年） | 202  |
| 2015年（平成27年） | 194  |
| 2020年（令和2年）  | 186  |

### 世帯数の変遷
国勢調査による世帯数の推移。
| 年                 | 世帯数 |
| ------------------ | ------ |
| 1995年（平成7年）  | 99     |
| 2000年（平成12年） | 95     |
| 2005年（平成17年） | 96     |
| 2010年（平成22年） | 102    |
| 2015年（平成27年） | 99     |
| 2020年（令和2年）  | 88     |

## 学区
市立小・中学校に通う場合、学区は以下の通りとなる（2024年11月時点）。
| 番地 | 小学校             | 中学校           |
| ---- | ------------------ | ---------------- |
| 全域 | 横浜市立北方小学校 | 横浜市立港中学校 |

## 事業所
2021年現在の経済センサス調査による事業所数と従業員数は以下の通りである。
| 町丁   | 事業所数 | 従業員数 |
| ------ | -------- | -------- |
| 諏訪町 | 6事業所  | 87人     |

### 事業者数の変遷
経済センサスによる事業所数の推移。
| 年                 | 事業者数 |
| ------------------ | -------- |
| 2016年（平成28年） | 5        |
| 2021年（令和3年）  | 6        |

### 従業員数の変遷
経済センサスによる従業員数の推移。
| 年                 | 従業員数 |
| ------------------ | -------- |
| 2016年（平成28年） | 39       |
| 2021年（令和3年）  | 87       |

## その他

### 日本郵便
- 郵便番号：231-0863[3]（集配局：横浜港郵便局[19]）

### 警察
町内の警察の管轄区域は以下の通りである。
| 番・番地等 | 警察署     | 交番・駐在所           |
| ---------- | ---------- | ---------------------- |
| 全域       | 山手警察署 | 港の見える丘公園前交番 |